# Simulium weiningense
Simulium weiningense es una especie de insecto del género Simulium, familia Simuliidae, orden Diptera.

## Taxonomía
Fue descrita científicamente por Chen & Zhang, 1997.